# 写真弘社
写真弘社（しゃしんこうしゃ）は、東京都千代田区東神田に本店を置く、プロの写真家向けの写真制作を行う企業。
1950年創業。
主として、以下の業務を行っている。
- 写真現像・プリント
- 写真撮影・写真の加工・写真の修復
- 写真用品（パネル、ボード、写真フィルムなど）、写真関連書籍の販売
- 写真ギャラリー、フォトスクール、会員制アマチュア写真クラブ運営
  - フォトクラブとしては「KFPクラブ」（会長は田沼武能）

特筆すべき活動としては、以下のものが挙げられる。
- 写真展企画における、展示作品のプリント制作、展示支援など（例えば、「写真100年展」、「日本現代写真史展／記録・創造する眼」など）
- 土門拳記念館等の写真美術館や博物館での収蔵写真作品のプリント制作

## 受賞
- 日本写真家協会賞（第5回・1976年）：展覧会等向けの写真プリントの制作活動に対しておくられた
- 日本写真協会功労賞（2016年）

## 営業所等
- 営業本部（秋葉原本店内）
- 秋葉原本店（旧東神田本店）
- 神田店

## 出版物等
毎年、自社のカレンダーを制作しているが、1980年以降、例年、図版部分は日本近代写真を対象としている（解説は松本徳彦）。
また、1990年には、自社のカレンダーに掲載した写真作品をまとめた「A COLLECTION OF JAPANESE PHOTOGRAPHS 1912-1940」という書籍も刊行した（松本徳彦・編集）。日本写真史を知る上で貴重な資料となっている。収録されている作品の撮影者には以下のような著名写真家がいる。
- 小石清、坂田稔、高橋渡、高山正隆、中山岩太、野島康三、平井輝七、福原信三、淵上白陽、安井仲治（五十音順）